# Kasteel van Puilaurens
Het Kasteel van Puilaurens (Frans: Château de Puilaurens) is een kasteel in de Franse gemeente Puilaurens. Het kasteel is een beschermd historisch monument sinds 1902. Het was een van de laatste kathaarse bolwerken samen met het kasteel van Quéribus.